# Trichiusa varicolor
Trichiusa varicolor är en skalbaggsart som beskrevs av Thomas Casey 1906. Trichiusa varicolor ingår i släktet Trichiusa och familjen kortvingar. Inga underarter finns listade i Catalogue of Life.